# Edith Schneider
Edith Schneider-Mosbacher (* 16. Juli 1919 in Bochum; † 11. August 2012 in München) war eine deutsche Schauspielerin und Synchronsprecherin. Sie wurde vor allem als deutsche Stimme von Doris Day bekannt.

## Leben
Edith Schneider sammelte bereits im Alter von drei Jahren erste Bühnenerfahrungen. Nach dem Schulabschluss besuchte sie die renommierte Folkwang-Schule in Essen. Theaterengagements in Aachen, Essen, Düsseldorf, Berlin (wo sie lange Zeit unter Boleslaw Barlog spielte), Hamburg und München sollten folgen.
Daneben trat Edith Schneider in Film- und Fernsehproduktionen auf, so in mehreren Episoden der ZDF-Krimiserien Derrick und Der Alte, dem Edgar-Wallace-Film Im Banne des Unheimlichen, aber auch in internationalen Produktionen wie dem Agenten-Thriller Das Quiller-Memorandum – Gefahr aus dem Dunkel neben Alec Guinness und Max von Sydow oder als Mutter von Lee Remick in dem US-amerikanischen Fernsehfilm Bluterbe.
Darüber hinaus war Edith Schneider ab 1950 umfangreich in der Synchronisation tätig und lieh zahlreichen internationalen Kolleginnen ihre Stimme, darunter am bedeutendsten Doris Day in fast allen ihren deutschen Filmen. Daneben sprach sie aber auch: Ava Gardner (etwa in Mogambo und Knotenpunkt Bhowani), Tippi Hedren (in Hitchcocks Klassiker Die Vögel), Deborah Kerr (in Quo vadis?), Katharine Hepburn (in African Queen) und Jane Russell (in Drei Rivalen). Sie fungierte als zweite Synchronstimme von Miss Ellie (Barbara Bel Geddes) in der Fernsehserie Dallas, nachdem Vorgängerin Inge Landgut gestorben war. Von 1981 bis 1990 synchronisierte sie zudem mit Jane Wyman die Hauptrolle einer weiteren Seifenoper, Falcon Crest. In ihren letzten Jahren lieh sie mehrfach Maggie Smith ihre Stimme – in den Kinofilmen Der Duft von Lavendel, Harry Potter und der Feuerkelch sowie 2007 in Harry Potter und der Orden des Phönix.
Edith Schneider war mit dem Schauspielkollegen Peter Mosbacher (1912–1977) verheiratet. Sie haben einen Sohn, Manuel und zwei Enkel, Benedikt und Anna Lena Meisenberger.

## Filmografie (Auswahl)
- 1947: Arche Nora
- 1948: Finale
- 1949: Kätchen für alles
- 1951: Es geht nicht ohne Gisela
- 1952: Ferien vom Ich
- 1960: Venus im Licht
- 1965: Jedermannstraße 11 (Fernsehserie, Folge 12) – Sein neues Schwesterchen
- 1966: Das Quiller-Memorandum – Gefahr aus dem Dunkel (The Quiller Memorandum)
- 1967: Das Kriminalmuseum: Die Spur führt nach Amsterdam
- 1968: Im Banne des Unheimlichen
- 1969: Dr. med. Fabian – Lachen ist die beste Medizin
- 1970: Mord im Pfarrhaus
- 1974: Unter einem Dach: Ein rätselhafter Fall
- 1978: Der Alte: Die Rache
- 1980: Derrick: Ein Lied aus Theben
- 1982: Derrick: Nachts in einem fremden Haus
- 1986: Bluterbe
- 1987: Der Alte: Ultimo

## Synchronrollen (Auswahl)
Doris Day
- 1956: Der Mann, der zuviel wusste als Jo McKenna
- 1958: Babys auf Bestellung als Isolde Poole
- 1958: Reporter der Liebe als Erica Stone
- 1959: Bettgeflüster als Jane Morrow
- 1959: Mit mir nicht, meine Herren als Jane Osgood
- 1960: Meisterschaft im Seitensprung als Kate Robinson Mackay
- 1960: Mitternachtsspitzen als Kit Preston
- 1961: Ein Pyjama für zwei als Carol Templeton
- 1962: Ein Hauch von Nerz als Cathy Timberlake
- 1962: Spiel mit mir als Kitty Wonder
- 1963: Eine zuviel im Bett als Ellen Wagstaff Arden
- 1963: Was diese Frau so alles treibt als Beverly Boyer
- 1964: Schick mir keine Blumen als Judy
- 1965: Bitte nicht stören! als Janet Harper
- 1967: Caprice als Patricia Foster
- 1967: Das Teufelsweib von Texas als Josie Minick
- 1968: Als das Licht ausging als Margaret Garrison

Ava Gardner
- 1949: Verlorenes Spiel als Isabel Lorrison
- 1951: Mississippi-Melodie als Julie LaVerne
- 1951: Pandora und der Fliegende Holländer als Pandora Reynolds
- 1952: Schnee am Kilimandscharo als Cynthia Green
- 1953: Mogambo als Eloise Y. Kelly
- 1953: Die Ritter der Tafelrunde als Guinevre
- 1953: Verwegene Gegner als Cordelia Cameron
- 1954: Die barfüßige Gräfin als Maria Vargas
- 1956: Knotenpunkt Bhowani als Victoria Jones
- 1957: Zwischen Madrid und Paris als Lady Brett Ashley
- 1959: Das letzte Ufer als Moira Davidson

Maggie Smith
- 1992: Sister Act – Eine himmlische Karriere als Schwester Oberin
- 1993: Der geheime Garten als Mrs. Medlock
- 1993: Sister Act 2 – In göttlicher Mission als Schwester Oberin
- 2004: Der Duft von Lavendel als Janet Widdington
- 2005: Harry Potter und der Feuerkelch als Prof. Minerva McGonagall
- 2007: Harry Potter und der Orden des Phönix als Minerva McGonagall

Joan Crawford
- 1953: Herzen im Fieber als Jenny Stewart
- 1955: Ehe in Fesseln als Eva Phillips
- 1955: Das Haus am Strand als Lynn Markham
- 1956: Herbststürme als Millicent Wetherby
- 1957: Esther Costello als Margaret

Deborah Kerr
- 1949: Edward, mein Sohn als Evelyn Boult
- 1951: Quo vadis? als Lygia
- 1953: Du und keine andere als Effie
- 1953: Die Thronfolgerin als Catherine
- 1969: Das Arrangement als Florence Anderson

Eleanor Parker
- 1952: Scaramouche, der galante Marquis als Leonore
- 1955: Ein Mann liebt gefährlich als Mary Stuart Cherne
- 1956: Heißer Süden als Sabina McDade
- 1960: Das Erbe des Blutes als Hannah Hunnicutt

Maureen O’Hara
- 1952: Der Sieger als Mary Kate Danaher
- 1956: Dem Adler gleich als Min Wead
- 1963: MacLintock als Katherine McLintock

### Filme
- 1942: Carole Lombard in Sein oder Nichtsein als Maria Tura
- 1950: Lizabeth Scott in Stadt im Dunkel als Fran Garland
- 1951: Alexis Smith in Hochzeitsparade als Winifred Stanley
- 1951: Katharine Hepburn in African Queen als Rose Sayer
- 1952: Ginger Rogers in Liebling, ich werde jünger als Mrs. Edwina Fulton
- 1955: Jane Russell in Drei Rivalen als Nella Turner
- 1956: Lana Turner in Diane – Kurtisane von Frankreich als Diane von Poitiers
- 1957: Sophia Loren in Stolz und Leidenschaft als Juana
- 1959: Arlene Dahl in Die Reise zum Mittelpunkt der Erde als Carla Goetaborg
- 1959: Dina Merrill in Unternehmen Petticoat als Lt. Barbara Duran
- 1960: Vera Miles in Psycho als Lila Crane
- 1962: Kim Novak in Noch Zimmer frei als Mrs. Carlyle „Carly“ Hardwicke
- 1963: Tippi Hedren in Die Vögel als Melanie Daniels
- 1968: Michèle Morgan in Benjamin – Aus dem Tagebuch einer männlichen Jungfrau als Gräfin de Valandry
- 1972: Delphine Seyrig in Der diskrete Charme der Bourgeoisie als Simone Thévenot
- 1988: Piper Laurie in Rendezvous mit einer Leiche als Emily Boynton

### Serien
- 1970: Adrienne Corri in Department S als Monique
- 1983–1990: Jane Wyman in Falcon Crest als Angela Channing
- 1984–1992: Katherine Helmond in Wer ist hier der Boss? als Mona
- 1986–1991: Barbara Bel Geddes in Dallas als Eleanor „Miss Ellie“ Ewing Farlow (2. Stimme)
- 1994: Gillian Barge in Agatha Christie’s Poirot als Emily Inglethorp
- 1995–2001: Bonnie Bartlett in Ein Hauch von Himmel als Dr. Lucy Scribner

## Hörspiele (Auswahl)
- 1963: Der Doktor von Horst Pillau – Regie: Günther Schwerkolt (SFB)